# Горошко Ольга Юхимівна
Горошко Ольга Юхимівна (псевдо «Ольга», «Софійка», «Галина», «Троянда»; 12 травня 1917, с. Чуйківка Ямпільського району Сумської області — 15 вересня 2015, Збараж) — українська військова діячка, зв'язкова УПА, член ОУН.

## Біографія
Горошко Ольга Юхимівна народилася 12 травня 1917 року в селі Чуйківка Ямпільського району Сумської області. У 1921 році батьки переїхали у село Лози Збаразького району Тернопільської області. У дитячі роки втратила маму.
Ольга Горошко закінчила курси домашніх господинь, а перед тим сім класів народної школи у Вишнівці. Вже тоді, навчаючись, вона познайомилась з молоддю ОУН, а в 1934 році почала брати участь у різних заходах, стала членом Товриства «Просвіта» в селі Лози. У 1936 році вступила до ОУН. У 1937 році із завданням поїхала спочатку в Рівне, а потім до Львова. Звідти привезла багато «ОУНівської» літератури. Після приходу комуністів на Волинь у 1939 році, Оля у вересні з декількома молодими націоналістами з Вишнівечинни побувала у Польщі.
У 1944 році одружилася з Михайлом Кондрасем (псевдо «Великан», «Лукаш»), з яким познайомилася ще у 1939 році. У 1945 році у селі Майдан Мізоцького району у подружжя народився син Ігор.
Вперше Ольгу Горошко було затримано 17 січня 1948 року у місті Кременець, куди вона прийшла за ліками з села Стара Миколаївка Вербського району, але її відпустили. Зарештована 15 вересня 1949 року співробітниками Вербського райвідділу МГБ. Особливою нарадою при МГБ СРСР від 19 серпня 1950 року Ольга Юхимівна Горошко була засуджена по ст. 54-1 «а» і 54-11 Карного кодексу УРСР на 10 років виправно-трудових таборів. Утримувалась у Особливому таборі № 3 «Дубравний» (поселення Явас Мордовської АРСР).
Звільнена 15 липня 1956 року. Повернулася у Лози. У 1981-му році від раку помер її єдиний син Ігор Кандрась. Була реабілітована 23 червня 1993 року.
Ольга Горошко жила у рідні: то в Лозах, то в невеликому будиночку, що надали родичі у Вишнівці, Тернополі, Курсиках, Кременчуку. А в 2006 році. Тернопільська обласна влада виділила кошти на придбання житла в місті Збаражі. Померла 15 вересня 2015 року в Збаражі на 98-році життя.

## Нагороди
- Хрест Бойової Заслуги
- Орденом княгині Ольги ІІІ ступеня (10 жовтня 2007) — за вагомі особисті заслуги у боротьбі за відродження незалежності української державності, відданість ідеалам свободи і демократії, багаторічну плідну громадську діяльність і з нагоди 65-річчя створення Української повстанської армії[3]